# Kukrit Pramoj

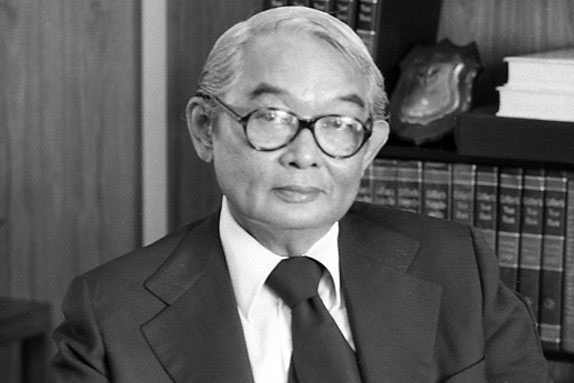
Kukrit Pramoj (1974)

Mom Rajawongse Kukrit Pramoj (Thai: ม.ร.ว.คึกฤทธิ์ ปราโมช, RTGS: Khuek-rit Pramot, gesprochen [kʰɯ́k.rít praːmôːt]; * 20. April 1911 in Amphoe In Buri (Provinz Sing Buri, Thailand); † 9. Oktober 1995 in Bangkok) war ein thailändischer Politiker, Publizist und Schriftsteller. Von 1975 bis 1976 war er kurzzeitig Ministerpräsident des Landes.
Kukrit prägte als Herausgeber der Zeitung Siam Rath die öffentliche Meinung im Land mit. Daneben verfasste er Sachbücher, unter anderem über Geschichte und Politik, ebenso wie Romane und Kurzgeschichten. 1946 wirkte er an der Gründung der Demokratischen Partei, 1974 an der der Sozialen Aktionspartei (SAP) mit. Von 1973 bis 1974 war er Parlamentspräsident, ein Jahr später wurde er für 10 Monate Regierungschef. Außerdem spielte er an der Seite von Marlon Brando eine Rolle in dem Film Der häßliche Amerikaner.

## Familie
Kukrits Eltern waren Prinz Kamrob, der Kommandeur der Zweiten Armee und später Generaldirektor der Polizei war, und Mom Daeng Bunnag. Er war ein Urenkel von König Rama II. Sein niederer Adelstitel Mom Rajawongse trägt dieser entfernten Abstammung aus der Königsfamilie Rechnung. Seni Pramoj war sein älterer Bruder.

## Ausbildung und berufliche Karriere
Er besuchte die renommierte Suankularb-Wittayalai-Schule. Anschließend studierte er in Großbritannien, zunächst am Trent College Wirtschaftswissenschaft und anschließend am Queen’s College der Universität Oxford den Studiengang Philosophie, Politik und Ökonomie, den er 1933 mit einem Honours Degree abschloss.

Kukrit im Jahr 1946

Nachdem er 1933 nach Thailand zurückgekehrt war, arbeitete er in der obersten Finanzbehörde des Landes und anschließend bei der thailändischen Zentralbank. Dann wurde er Sekretär des Beraters für den Finanzminister. Er verließ den Staatsdienst, um für die Siam Commercial Bank in Lampang zu arbeiten. 1938 heiratete er Mom Rajawongse Pakpring Thongyai, mit der er zwei Kinder hatte, von der er sich später jedoch wieder trennte. Während des Zweiten Weltkriegs diente er als Gefreiter in der thailändischen Armee. Nach dem Krieg arbeitete er als Chef der Zentralverwaltung und als Leiter der Kreditabteilung der neu gegründeten Bank von Thailand. Außerdem unterrichtete er Bankwesen an der Thammasat- und der Chulalongkorn-Universität. Wenig später wurde er Geschäftsführer der Bangkok Commercial Bank. 

## Anfänge in der Politik und Tätigkeit als Autor
1945 rief er, während sein Bruder Seni für wenige Monate Ministerpräsident war, die konservativ-royalistische „Fortschrittspartei“ ins Leben und gewann für diese einen Parlamentssitz in Bangkok. Die Partei ging 1946 in der Demokratischen Partei auf, an deren Gründung sein Bruder und er ebenfalls maßgeblich beteiligt waren. Nach dem Putsch 1947 und dem Wahlsieg der Demokraten 1948 wurde Kukrit Finanzminister. Nach wenigen Monaten übernahm jedoch wieder das Militär die Macht und die Demokraten gingen in die Opposition. Ab 1950 war er Herausgeber der von ihm gegründeten Tageszeitung Siam Rath, die ebenfalls eine konservative und royalistische redaktionelle Linie verfolgte. Als politischer Autor war er für seinen scharfen Witz bekannt und bei seinen Gegnern gefürchtet. Kukrit wurde zu einem der Hauptvertreter der intellektuellen Elite des Landes.
1953 veröffentlichte er seinen wichtigsten historischen Roman, Si Phaendin („Vier Herrschaften“), der die Geschichte einer Familie am thailändischen Hof unter vier Königen vom späten 19. Jahrhundert bis in die 1940er-Jahre erzählt. Das Werk widerspiegelt Kukrits royalistische Grundüberzeugung in gesellschaftlichen wie in politischen Fragen. 1954 veröffentlichte er den Roman Phai Daeng („Roter Bambus“) in wöchentlichen Episoden in seiner Zeitung Siam Rath. Es handelte sich dabei im Wesentlichen um eine Übertragung der Geschichten um Don Camillo und Peppone von Giovannino Guareschi, in der er kommunistische Ideen humorvoll aufs Korn nahm.

Kukrit Pramoj in den 1950er-Jahren

Als der anti-aristokratische Ministerpräsident Plaek Phibunsongkhram (Phibun) der Zeitung Siam Rath 1955 vorwarf, dass sie den König unterstütze, konterte Kukrit, wer dem König nicht „Verehrung und Treue“ entgegenbringe, habe eine „abartige Geisteshaltung“. Nach den manipulierten Wahlen 1957 griff er nicht nur Phibun und den Polizeigeneral Phao Siyanon an, sondern auch den Botschafter der Vereinigten Staaten, Max Bishop, der die damalige thailändische Regierung sehr unterstützte. Er verglich diesen mit einem Gangster und unterstellte ihm, Phao und Phibun den Wahlbetrug beigebracht zu haben. Dafür wurde Kukrit zu einer Gefängnisstrafe von einem Monat verurteilt, die in der Berufsinstanz jedoch wieder aufgehoben wurde.
Kukrit rechtfertigte Feldmarschall Sarit Thanarats Putsch im Jahr 1957 und dessen Errichtung eines autoritären Systems ein Jahr später. Dieses bezeichnete er als „Regierungsform thailändischer Art“. Freiheitliche Demokratie nach westlichem Vorbild sah Kukrit zu dieser Zeit nicht als die richtige Lösung für Thailand an, da in dieser nur von Eigeninteressen getriebene Politiker regieren würden. 1963 unterstützte er als kultureller Berater die Verfilmung des politischen Romans Der häßliche Amerikaner, der in dem fiktiven südostasiatischen Land Sarkhan spielt. Außerdem spielte er die Rolle des Ministerpräsidenten dieses Landes, in dem die von Marlon Brando verkörperte Hauptfigur amerikanischer Botschafter ist.
Nach dem demokratischen Volksaufstand 1973, der die Militärherrschaft beendete, ernannte König Bhumibol Adulyadej übergangsweise eine Nationale Legislativversammlung. Kukrit wurde Präsident dieses Organs. 1974 wirkte er bei der Bildung der Sozialen Aktionspartei mit, der er bis 1985 vorstand. Diese war zwar immer noch royalistisch und wurde von einer Gruppe von Bankmanagern unterstützt, verfolgte aber auch ein ambitioniertes Reformprogramm und wurde daher als vergleichsweise progressiv eingeschätzt.

## Amtszeit als Ministerpräsident
Bei der Wahl Januar 1975 gewann Kukrit einen Sitz im Parlament. Die von seinem Bruder Seni geführten Demokraten hatten zwar die meisten Sitze erobert, Senis Koalitionsregierung hielt jedoch nicht und er verlor kurz nach seiner Ernennung zum Ministerpräsidenten eine Vertrauensabstimmung. Daraufhin bildete Kukrit eine Koalition, der mehr als ein Dutzend Parteien angehörten. Darunter waren, neben seiner SAP, die rechten militärnahen Parteien Chart Thai und „Soziale Gerechtigkeit“ (Tham Sangkhom).
Die so genannte „Koalition der vereinten Parteien“ agierte tatsächlich so, als wenn es wenigstens drei „kleine Regierungen“ gäbe. Jeder der Hauptkoalitionspartner hatte seine eigene Agenda. Der von Kukrits SAP geführte Teil der Regierung versuchte, das rückständige Landesinnere zu entwickeln und die Armut zu bekämpfen. Dazu kaufte sie Bauern Reis zu einem garantierten Mindestpreis ab, führte Mindestlöhne ein und betrieb öffentlichen Wohnungsbau. Außerdem verfolgte sie eine Politik der Dezentralisierung. Kukrit forderte reiche Landbesitzer auf, freiwillig Land abzugeben oder zu niedrigen Preisen an die Regierung zu verkaufen, damit diese es an landlose Bauern verteilen könnte.

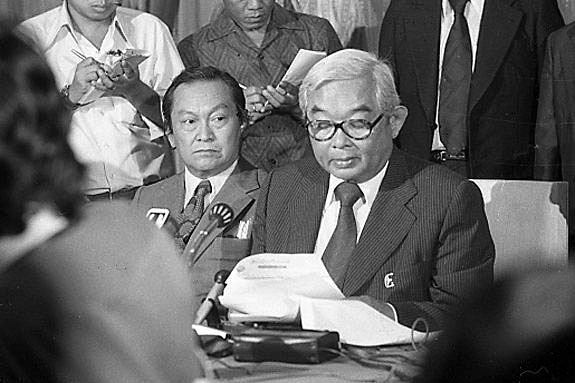
Kukrit gibt den Abzug der US-Truppen aus Thailand bekannt, neben ihm Außenminister Chatichai Choonhavan (1976)

Er sorgte außerdem für die Einrichtung der Bangkok Mass Transit Authority (BMTA), die den unterschiedlichen privaten Busanbietern ihre Lizenzen abkaufte und bis heute den öffentlichen Personennahverkehr der Hauptstadt organisiert. Kukrit drängte die Vereinigten Staaten zur Ankündigung, ihre im Rahmen des Vietnamkriegs in Thailand stationierten Truppen binnen eines Jahres abzuziehen. Er nahm diplomatische Beziehungen zur Volksrepublik China und zum wiedervereinigten Vietnam auf und hatte sogar vor, das thailändische Antikommunismus-Gesetz abzuschaffen.
Seine konservativen Koalitionspartner lehnten jedoch mehrere dieser Vorhaben ab und verhinderten ihre Umsetzung. Außerdem drohte das Militär wiederholt, zu putschen. Die freiwillige Landreform scheiterte, da sich keine Landbesitzer an ihr beteiligten. Die Einhaltung der Mindestlöhne wurde nicht durchgesetzt. Durch Rivalitäten zwischen den Koalitionsparteien war Kukrits Regierung sehr instabil. Im Januar 1976, nach weniger als 10 Monaten, zerbrach sie. Kukrit löste das Parlament auf und setzte Neuwahlen im April an. Bei diesen verlor Kukrit seinen Parlamentssitz in einem Wahlkreis, in dem viele Militärs wohnten, an Samak Sundaravej vom rechten Flügel der oppositionellen Demokraten.

## „Elder Statesman“

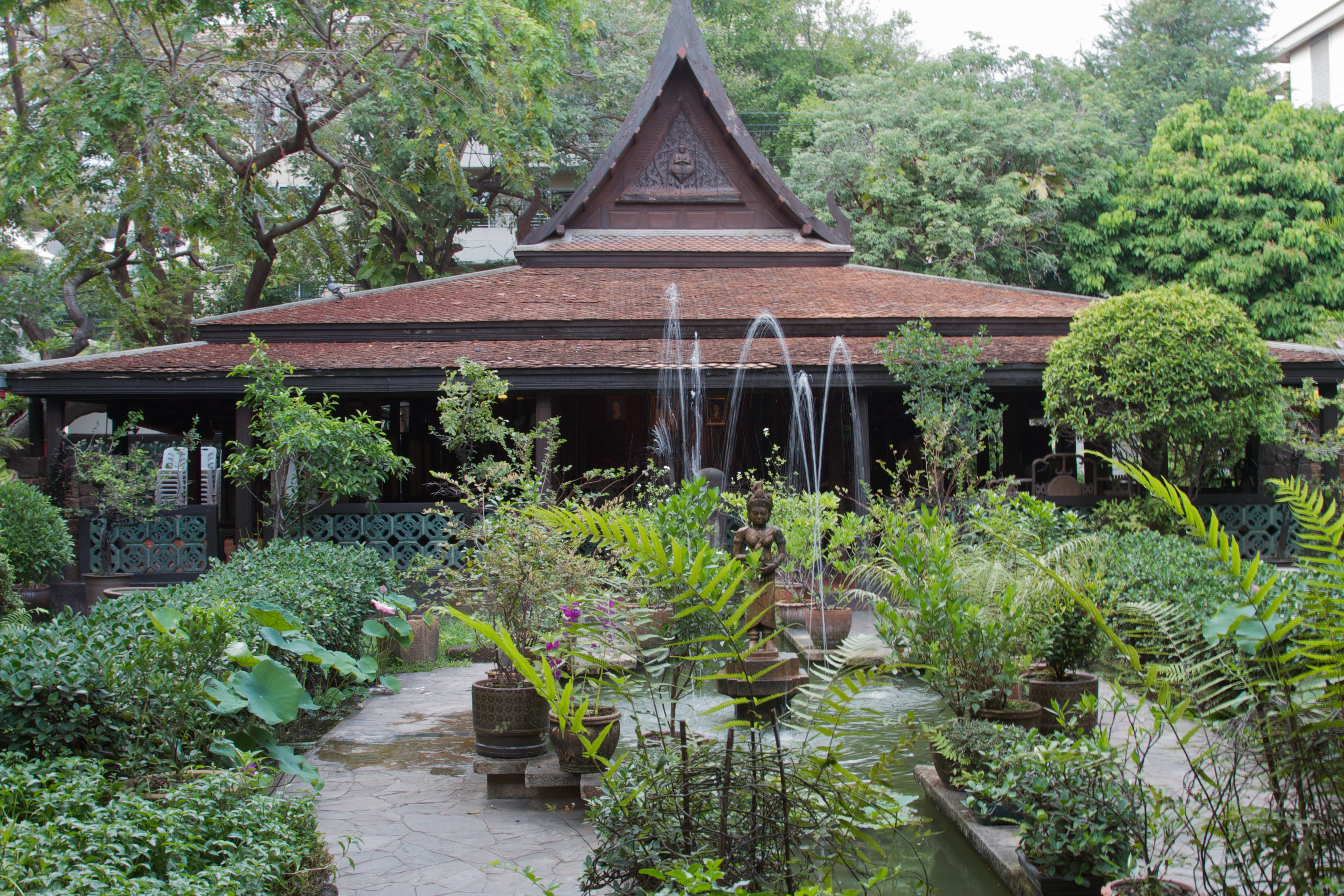
Kukrits Haus an der Soi Suan Phlu

Nach der Wahl bildeten wieder die Demokraten unter Kukrits Bruder Seni die Regierung. Kukrit verlegte sich wieder auf seine journalistische Tätigkeit. Auch zeigte er ausnahmsweise leichte politische Differenzen zu König Bhumibol. Während sich Kukrit in seiner Kolumne entsetzt über die Rückkehr des exilierten Militärdiktators Thanom Kittikachorn nach Thailand äußerte, zeigte der König diesem gegenüber Wohlwollen. Im Anschluss an das Massaker an der Thammasat-Universität übernahm wieder das Militär die Macht. Kukrit zog sich auf die Rolle eines „Elder Statesman“ zurück und agierte lieber aus dem Hintergrund, als noch einmal ein öffentliches Amt wahrzunehmen. Er kritisierte gelegentlich die Einmischung des Militärs in die Politik, wie auch die Regierungsübernahme durch den Armeechef Prem Tinsulanonda 1980.
1985 gab Kukrit schließlich auch sein Amt bei der Sozialen Aktionspartei auf und zog sich gänzlich aus der aktiven Politik zurück. Er behielt jedoch seine Soi Suan Phlu (nach der Gasse, in der sein Haus steht) überschriebene Kolumne in der Siam Rath, in der er regelmäßig deutliche Stellung zum politischen Geschehen bezog. So kritisierte er 1987 scharf den Vorschlag von General Chavalit Yongchaiyudh, den Ministerpräsidenten direkt zu wählen. Kukrit fragte, welche Rolle dann noch für den König bliebe und unterstellte Chavalit damit unausgesprochen, die Monarchie abschaffen zu wollen. Dieser war damit zeitweilig diskreditiert. 1988 wurde Kukrit ehrenhalber zum Generalmajor der königlichen Leibgarde befördert. 1994 verkaufte er die inzwischen verlustträchtig gewordene Siam Rath.
Der an schwerer Zuckerkrankheit leidende und herzkranke Kukrit Pramoj starb am 9. Oktober 1995, im Alter von 84 Jahren, in Bangkok.

## Ergänzende Literatur
- Robert Rochlen: Conversations with Kukrit Promoj
- M.R. Kukrit Pramoj: His Wit and Wisdom. Writings, Speeches, and Interviews. Herausgegeben von Vilas Manivat und Steve Van Beek.